# Mügefűformák
A mügefűformák (Ixoroideae) az APG III osztályozás alapján az eudicots csoportjának euasterid I elnevezésű kládjába tartozó tárnicsvirágúak (Gentiales) rendjébe sorolt buzérfélék (Rubiaceae) családjának egyik alcsaládja.

## Megjelenésük, felépítésük
Az alcsalád tagjainak megjelenése annyira változatos, hogy közös alaktani ismérveik nem állapíthatók meg. A taxon elkülönítése csak DNS-vizsgálatokkal, molekuláris genetikai alapon oldható meg.
Jellemzően lágyszárúak; legismertebb fás szárú képviselőjük az etióp eredetű arab kávé (Coffea arabica).

## Felhasználásuk
Egyes nemzetségek — így a névadó  mügefű (Ixora) és a gardénia (Gardénia) — fajai kedvelt dísznövények. A kávéfajok terméséből főzik az azonos nevű italt; ennek érdekében a nemzetség három faját nagyüzemben termesztik is.

## Nemzetségcsoportok
- Airospermeae Kainul. & B.Bremer
- Alberteae Hook.f.
- Aleisanthieae Mouly, J.Florence & B.Bremer
- Augusteae Kainul. & B.Bremer
- Bertiereae Bridson
- Coffeeae DC.
- Condamineeae Hook.f.
- Cordiereae A.Rich. ex DC. emend. Mouly
- Cremasporeae Bremek. ex S.P.Darwin
- Crossopterygeae F.White ex Bridson
- Gardenieae A.Rich. ex DC.
- Greeneeae Mouly, J.Florence & B.Bremer
- Henriquezieae Benth. & Hook.f.
- Ixoreae Benth. & Hook.f.
- Jackieae Korth.
- Mussaendeae Hook.f.
- Octotropideae Bedd.
- Pavetteae A.Rich. ex Dumort.
- Posoquerieae Delprete
- Retiniphylleae Hook.f.
- Sabiceeae Bremek.
- Scyphiphoreae Kainul. & B.Bremer
- Sherbournieae Mouly & B.Bremer
- Sipaneeae Bremek.
- Steenisieae Kainul. & B.Bremer
- Trailliaedoxeae Kainul. & B.Bremer
- Vanguerieae A.Rich. ex Dumort.

## Fordítás
- Ez a szócikk részben vagy egészben  az   Ixoroideae című angol Wikipédia-szócikk ezen változatának fordításán alapul.  Az eredeti cikk szerkesztőit annak laptörténete sorolja fel. Ez a jelzés csupán a megfogalmazás eredetét és a szerzői jogokat jelzi, nem szolgál a cikkben szereplő információk forrásmegjelöléseként.